# Dairon Mosquera
Dairon Mosquera Chaverra (Bojayá, Chocó, Colombia, 23 de junio de 1992) es un futbolista colombiano. Juega de defensa y actualmente milita en el Unión Magdalena de la Categoría Primera A colombiana.

## Trayectoria

### Inicios
Desde pequeño siempre prefirió al fútbol por encima incluso del estudio, fue descubierto en su pueblo debido a un torneo organizado por la Alcaldía de su pueblo en donde escogerían a un jugador de cada vereda, y así comenzaría su viaje hacia el fútbol profesional a la edad de 17 años llegando a probarse primero en clubes menores de la ciudad de Cali, para llegar luego a las categorías menores del Atlético Bucaramanga donde debutó en el año 2011. Posteriormente jugaría profesionalmente para el Cortuluá hasta ser fichado por el DIM, equipo con el que actuó la temporada 2013 en primera división. 

### Independiente Medellín
En el Independiente Medellín, Dairon se gana la titular luego de la lesión del jugador Jorge Arias. Desde ese instante el técnico Bolillo Gómez le dio la confianza de ser titular debido a sus condiciones, pues tenía buenas salidas, mucha proyección y ante todo firmeza para defender. Marcó su primer gol con el DIM en un partido ante Envigado F. C. el 21 de agosto de 2013 en la goleada 4 a 0 a favor de su equipo. En enero de 2014 es fichado por el Independiente Santa Fe para disputar la Copa Libertadores.

### Santa Fe
En Santa Fe, Dairon estuvo rotando en la formación titular con jugadores como el venezolano Luis Manuel Seijas, Luis Carlos Arias o Hugo Acosta,  no obstante a pesar de la competencia supo ganarse un puesto en la titular debido a sus habilidades, y al final del año terminaría coronándose campeón del fútbol colombiano obteniendo la octava estrella para el club cardenal.
La siguiente temporada hizo parte del equipo que derrotó a Atlético Nacional en la Superliga del fútbol colombiano y disputó de nuevo la Copa Libertadores, destacándose en una defensa muy joven y marcando una agónica anotación al último minuto del juego de ida de los cuartos de final, ante Internacional de Porto Alegre, sin embargo este no sería suficiente para clasificar a la semifinal.

### Pachuca
Tras 4 años en Colombia, el joven de 25 años tiene su primera experiencia en el fútbol internacional, en el Club de Fútbol Pachuca. Sin embargo, tras una lesión en su primer partido de la Copa México Clausura 2018, no tuvo la continuidad esperada y solo jugó cinco partidos en suelo azteca.

### Olimpia
Tras una magra campaña en México, el 6 de julio firmó con el Club Olimpia de Paraguay donde estuvo 6 meses, jugando solamente dos partidos.

## Estadísticas

### Clubes
Actualizado al último partido disputado el 8 de diciembre de 2024.
| Club | Div.          | Temporada     | Liga  | Liga  | Liga  | Copas nacionales (1) | Copas nacionales (1) | Copas nacionales (1) | Copas internacionales (2) | Copas internacionales (2) | Copas internacionales (2) | Total | Total | Total |
| Club | Div.          | Temporada     | Part. | Goles | Asis. | Part.                | Goles                | Asis.                | Part.                     | Goles                     | Asis.                     | Part. | Goles | Asis. |
| --- | ------------- | ------------- | ----- | ----- | ----- | -------------------- | -------------------- | -------------------- | ------------------------- | ------------------------- | ------------------------- | ----- | ----- | ----- |
| Atlético Bucaramanga · Colombia | 2.ª           | 2011          | 3     | 0     | 0     | 4                    | 0                    | 0                    | —                         | —                         | —                         | 7     | 0     | 0     |
| Atlético Bucaramanga · Colombia | Total club    | Total club    | 3     | 0     | 0     | 4                    | 0                    | 0                    | —                         | —                         | —                         | 7     | 0     | 0     |
| Cortuluá · Colombia | 2.ª           | 2012          | 30    | 7     | 0     | 5                    | 1                    | 0                    | —                         | —                         | —                         | 35    | 8     | 0     |
| Cortuluá · Colombia | Total club    | Total club    | 30    | 7     | 0     | 5                    | 1                    | 0                    | —                         | —                         | —                         | 35    | 8     | 0     |
| Independiente Medellín · Colombia | 1.ª           | 2013          | 25    | 1     | 0     | 9                    | 0                    | 0                    | —                         | —                         | —                         | 34    | 1     | 0     |
| Independiente Medellín · Colombia | 1.ª           | 2019          | 11    | 0     | 0     | 4                    | 0                    | 0                    | 2                         | 0                         | 0                         | 17    | 0     | 0     |
| Independiente Medellín · Colombia | Total club    | Total club    | 36    | 1     | 0     | 13                   | 0                    | 0                    | 2                         | 0                         | 0                         | 51    | 1     | 0     |
| Santa Fe · Colombia | 1.ª           | 2014          | 33    | 0     | 0     | 14                   | 2                    | 0                    | 3                         | 0                         | 1                         | 50    | 2     | 1     |
| Santa Fe · Colombia | 1.ª           | 2015          | 15    | 0     | 0     | 5                    | 1                    | 0                    | 9                         | 1                         | 0                         | 29    | 2     | 0     |
| Santa Fe · Colombia | 1.ª           | 2016          | 20    | 1     | 0     | 5                    | 1                    | 0                    | 6                         | 0                         | 0                         | 31    | 2     | 0     |
| Santa Fe · Colombia | 1.ª           | 2017          | 34    | 0     | 1     | 3                    | 0                    | 0                    | 8                         | 1                         | 0                         | 45    | 1     | 1     |
| Santa Fe · Colombia | 1.ª           | 2020          | 17    | 0     | 0     | 1                    | 0                    | 0                    | —                         | —                         | —                         | 18    | 0     | 0     |
| Santa Fe · Colombia | 1.ª           | 2021          | 33    | 1     | 3     | 4                    | 0                    | 2                    | 2                         | 0                         | 0                         | 39    | 1     | 5     |
| Santa Fe · Colombia | 1.ª           | 2022          | 29    | 1     | 1     | 2                    | 0                    | 0                    | —                         | —                         | —                         | 31    | 1     | 1     |
| Santa Fe · Colombia | 1.ª           | 2023          | 23    | 0     | 0     | 3                    | 0                    | 0                    | 5                         | 1                         | 0                         | 31    | 1     | 0     |
| Santa Fe · Colombia | 1.ª           | 2024          | 29    | 0     | 0     | 4                    | 0                    | 0                    | —                         | —                         | —                         | 33    | 0     | 0     |
| Santa Fe · Colombia | Total club    | Total club    | 233   | 3     | 5     | 41                   | 4                    | 2                    | 33                        | 3                         | 1                         | 307   | 10    | 8     |
| Pachuca · México | 1.ª           | 2018          | 1     | 0     | 0     | 4                    | 0                    | 0                    | —                         | —                         | —                         | 5     | 0     | 0     |
| Pachuca · México | Total club    | Total club    | 1     | 0     | 0     | 4                    | 0                    | 0                    | —                         | —                         | —                         | 5     | 0     | 0     |
| Olimpia Paraguay | 1.ª           | 2018          | 2     | 0     | 0     | —                    | —                    | —                    | —                         | —                         | —                         | 2     | 0     | 0     |
| Olimpia Paraguay | Total club    | Total club    | 2     | 0     | 0     | —                    | —                    | —                    | —                         | —                         | —                         | 2     | 0     | 0     |
| Total carrera | Total carrera | Total carrera | 305   | 11    | 5     | 67                   | 5                    | 2                    | 35                        | 3                         | 1                         | 407   | 19    | 8     |
| (1) Incluye datos de Copa Colombia (2011-Act) y Superliga de Colombia (2015 y 2021).(2) Incluye datos de la Copa Libertadores (2014-2021), Copa Sudamericana (2016-2023), Copa Suruga Bank (2016) y Recopa Sudamericana (2016). |               |               |       |       |       |                      |                      |                      |                           |                           |                           |       |       |       |

## Palmarés

### Campeonatos nacionales
| Título                | Club                   | País     | Año  |
| --------------------- | ---------------------- | -------- | ---- |
| Torneo Finalización   | Santa Fe               | Colombia | 2014 |
| Superliga de Colombia | Santa Fe               | Colombia | 2015 |
| Torneo Finalización   | Santa Fe               | Colombia | 2016 |
| Superliga de Colombia | Santa Fe               | Colombia | 2017 |
| Torneo Clausura       | Olimpia                | Paraguay | 2018 |
| Copa Colombia         | Independiente Medellín | Colombia | 2019 |
| Superliga de Colombia | Santa Fe               | Colombia | 2021 |

### Copas internacionales
| Título            | Club     | País     | Año  |
| ----------------- | -------- | -------- | ---- |
| Copa Sudamericana | Santa Fe | Colombia | 2015 |
| Copa Suruga Bank  | Santa Fe | Japón    | 2016 |